# 8e eeuw
De 8e eeuw (van de christelijke jaartelling) is de 8e periode van 100 jaar, dus bestaande uit de jaren 701 tot en met 800. De 8e eeuw behoort tot het 1e millennium.

## Langjarige gebeurtenissen en ontwikkelingen
Europa

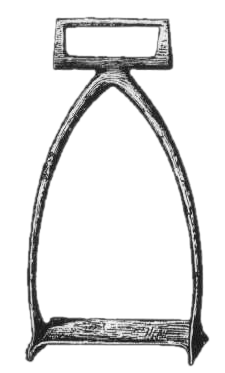
stijgbeugel

- De Karolingen schuiven de Merovingen opzij en worden eerst hofmeiers en later koningen van het Frankische Rijk.
- In de Saksenoorlogen onderwerpt Karel de Grote de Saksen.
- Engeland is verdeeld in zeven koninkrijken: de heptarchie. Ze voeren meestal oorlog tegen elkaar.
- Door Beda en zijn volgers worden tal van kloosterscholen opgericht.
- Arabieren en Moren steken over naar Spanje en stichten Al-Andalus Onder leiding van Abd el Rahman weten de Omajjaden van Andalusië tot diep in Frankrijk door te dringen. Uiteindelijk worden ze in 732 nabij Poitiers tot staan gebracht en trekken zij zich terug tot achter de Pyreneeën.

Godsdienst
- Begin van het iconoclasme, de strijd over het toelaten van afbeeldingen van Christus, de Moeder Gods en heiligen in de oosterse kerken.
- De Engelse monnik Beda Venerabilis slaagt erin de christelijke jaartelling en de paaskalender algemene ingang te doen vinden.
- In Noord-Europa vindt de kerstening plaats door Engelse en Ierse missionarissen zoals Lebuïnus, Willibrordus, Bonifatius en Werenfridus.
- In Ierland ontstaat een hervormingsbeweging, die Culdee wordt genoemd, die voor meer ascese en soberheid is in de kloosters.
- Onder de Omajjaden verbreidt de islam zich sterk naar het westen zowel als naar het oosten. Vele moskeeën verrijzen, waaronder de Omajjadenmoskee in Damascus en de Al-Aqsamoskee in Jeruzalem.
- De Omayaden verliezen de macht in het kalifaat aan de Abbasiden. die verplaatsen de hoofdstad van Damascus naar Bagdad.
- Het boeddhisme blijft tijdens de Tang-periode een belangrijke godsdienst in China, en wordt goedgekeurd door de keizerfamilie. Grote boeddhistische bouwprojecten als de Grote Boeddha van Leshan worden gesubsidieerd door de staat.
- Het boeddhisme komt vanuit India Tibet binnen.

Nederlanden
- De Fries-Frankische oorlogen zijn meerdere gewapende conflicten van het Frankische Rijk tegen het Friese koninkrijk. De inzet is meestal de beheersing van de delta tussen Rijn en Maas. De voortdurende vijandelijkheden zijn de aanleiding voor het einde van het Friese koninkrijk in 734. De Fries-Frankische oorlogen eindigen met de laatste opstand van de Friezen in 793.
- Dorestad is een bloeiende handelsstad, lange tijd betwist door Friezen en Franken maar vanaf 719 deel van het Frankenrijk. Van hieruit wordt handel gedreven met de niet-christelijke wereld in het noorden.
- De introductie van de sceatta, een zilveren munt die in korte tijd in Noord-West Europa de gouden Romeinse munten vervangt, zorgt voor de terugkeer van een geldeconomie en voor economisch herstel.
- De koningsvrijen of homines franci, gewapende boeren, worden elders uit het Frankische Rijk neergezet in het Gelderse rivierengebied, het grensgebied met de Friezen. Als beschermers tegen de inheemse boeren genieten zij bepaalde voorrechten. In Gelre vallen de koningsvrijen onder het publiek recht, waardoor zij hun vrijheid kunnen handhaven. Na enkele generaties worden zij opgenomen in de ridderschap.
- Rond 750 verlegt zich de Schelde voorgoed naar de huidige bestaande bedding.

Azië
- De periode van de Tang-dynastie wordt door historici veelal gezien als een van de hoogtepunten in de Chinese beschaving. Het grondgebied van China, dat door de militaire prestaties van zijn vroege heersers is verworven, is groter dan dat tijdens de Han-dynastie. Bevorderd door contact met India en het Midden-Oosten wordt de periode gekenmerkt door een culturele opbloei. De hoofdstad Chang'an is met een miljoen inwoners de grootste stad ter wereld.
- Het drinken van thee verbreidt zich sterk in China. Ook ontstaat er export van thee naar India, Tibet en Japan.
- De grootste bloeitijd van het Bohai-Rijk onder de derde koning Tae Hŭngmu (Da Jinmao, gest. 793) die 57 jaar regeert. Het Bohai-Rijk in het huidige Korea claimt dat het de opvolger is van het Koguryo-koninkrijk, maar het is ook sterk op de Chinese Tang-dynastie gericht.
- Japan leeft in de Naraperiode, waarin het boeddhisme de godsdienst van de keizer wordt, een begin wordt gemaakt met de geschiedschrijving, de eerste munten worden geslagen en Japan zich oriënteert op China. De Chinese tuin wordt samen met het Taoïsme in Japan geïntroduceerd.
- Het Tibetaanse rijk heeft aan het eind van de eeuw zijn grootste omvang bereikt. Delen van wat nu Sichuan, Sinkiang, Gansu is en belangrijke posten aan de Zijderoute zoals Dunhuang en de stadstaat Khotan maken deel uit van het rijk.
- De twee belangrijkste gebieden in de Indische Archipel zijn nog steeds Sumatra en Java. Java is zeer belangrijk voor de specerijenhandel, die in de lift zit. Sumatra controleert dan weer de zeevaartroutes van Voor-Indië naar China en omgekeerd. Deze route gaat door de Straat Sunda.

Scheepvaart en handel
- De Chinezen vervoeren olie in bulk met een omgebouwde Newchwang-jonk. Oorspronkelijk was dit type schip ontwikkeld voor het vervoer van water. Arabische en Perzische geschriften vermelden het transport van olie van Bakoe naar Bagdad voor verwarming. De Newchwang jonk is revolutionair, aangezien hij al is uitgerust met een "expansion trunk", die bij stijging van temperatuur uitzet.
- eerste verschijning in de Lage Landen van de hulk, een vrachtschip met een stevenloze romp van zware planken en een in de lengte sterk gebogen vorm: de z.g. zeeg.
- De introductie van het zeil leidt tot de ontwikkeling van het vikingschip.

Innovatie
- In Europa vindt het gebruik van stijgbeugels ingang. IJzeren hoefijzers komen in algemeen gebruik rond 770.
- De Arabieren nemen Chinese papiermakers gevangen, tijdens een oorlog tussen het zich uitbreidende Arabische Rijk en Chinese keizerrijk omstreeks het jaar 740 na Chr. Zo leren de Arabieren papier maken en dit verdringt al snel het minder stevige papyrus gemaakt van papyrusplanten en het steviger, maar veel duurdere perkament.
- De techniek van de blokdruk zorgt ervoor dat in China het geschreven woord ter beschikking komt van enorm groot publiek.
- De zware ploeg wordt in gebruik genomen in de Rijnvallei.
- De haam wordt in gebruik genomen in Noord-Europa.

taal en cultuur
- De Taalgrens Romaans-Germaans ontstaat.
- De eerste driehoekige harp wordt ontworpen door de Picten van Schotland.
- In de Ierse en Engelse abdijen ontwikkelt zich de Insulaire kunst: evangelieboeken worden ware hoogstandjes van kalligrafische kunst. Vanaf de vroege 8e eeuw komen de Durham-evangeliarium, het  c, het Lindisfarne-evangeliarium en de Lichfield-evangeliën. Het evangelieboek van Sankt Gallen en de Macregal-evangeliën komen uit de late 8e eeuw.
- Chrodegang (712-766), bisschop van Metz en stichter van de Abdij van Gorze,  brengt de chant messin (dit wil zeggen: zang op de manier van Metz) tot ontwikkeling.

Wetenschap
- Aan de hofschool van Karel de Grote begint onder leiding van Alcuinus de cultuur en de filosofie weer op te bloeien. De filosofie wordt gezien als een ancilla theologiae, een dienstmaagd van de theologie.
- In Perzië boekt Jabir ibn Hayyan theoretische en praktische resultaten op het grensgebied van alchemie en chemie. Hij maakt zich verdienstelijk in de ontwikkeling van een aantal basistechnieken zoals kristallisatie, calcinatie, sublimatie en verdamping. Hij ontwikkelt de alembiek, een speciaal voor destillatie bedachte kolf. Hij bereidt verschillende minerale zuren. Hij doet een poging stoffen in klassen onder te verdelen zoals vluchtige substanties als kamfer, arseen en salmiak tegenover metalen als goud, zilver, koper en lood en ten derde materialen die tot poeder fijngestampt kunnen worden.

## Belangrijke personen van de 8e eeuw
- Abd al-Malik, kalief uit de dynastie van de Omajjaden.
- Paus Adrianus I, de 95e paus.
- Alcuinus, Angelsaksisch geleerde en schrijver.
- Al-Walid I, kalief uit de dynastie van de Omajjaden.
- An Lushan, Iraans-Turkse of Sogdisch-Turkse rebellenleider tijdens de Tang-dynastie.
- Beda, Angelsaksische monnik, Bijbelgeleerde, geschiedschrijver en heilige.
- Karel Martel, hofmeier van het Frankische Rijk.
- Karel de Grote, koning der Franken en keizer van het Heilige Roomse Rijk.
- Desiderius van de Longobarden, de laatste koning der Longobarden.
- Du Fu, Chinees dichter ten tijde van de Tang-dynastie.
- Genmei, 43e keizer van Japan.
- Haroen ar-Rashid, kalief van het Arabische Rijk uit de dynastie der Abbasiden.
- Irene van Byzantium, keizerin van het Byzantijnse Rijk.
- Johannes Damascenus, monnik, priester, theoloog en heilige uit de Orthodoxe Kerk.
- Kammu, 50e keizer van Japan.
- Koken, 46e en 48e keizer van Japan.
- Paus Leo III, 96e paus.
- Li Bai, Chinees dichter.
- Muhammad ibn al-Qasim, Arabische veldheer in dienst van de Omajjaden, die militaire expedities naar Voor-Indië leidde.
- Omar II, achtste kalief uit het geslacht der Omajjaden.
- Padmasambhava, persoon die verantwoordelijk is voor de introductie van een georganiseerd boeddhisme in Tibet.
- Paolo Lucio Anafesto, de eerste doge van Venetië.
- Paulus Diaconus, een van de eerste "Germaanse" historici.
- Paulinus II van Aquileia, Italiaans bisschop.
- Pepijn de Korte, de eerste koning der Franken van de Karolingische dynastie.
- Paus Stefanus II, Siciliaanse paus.
- Roland (ridder), paladijn van Karel de Grote
- Theodulf, als theoloog, dichter en kenner van de klassieke oudheid verbonden aan de wetenschappelijke kring die Karel de Grote om zich had gevormd.
- Wu Zetian, enige officiële keizerin van China.

<< · 700-709 · 710-719 · 720-729 · 730-739 · 740-749 · 750-759 · 760-769 · 770-779 · 780-789 · 790-799 · >>
<< · 1e · 2e · 3e · 4e · 5e · 6e · 7e · 8e · 9e · 10e · >>